# Annales Cambriae

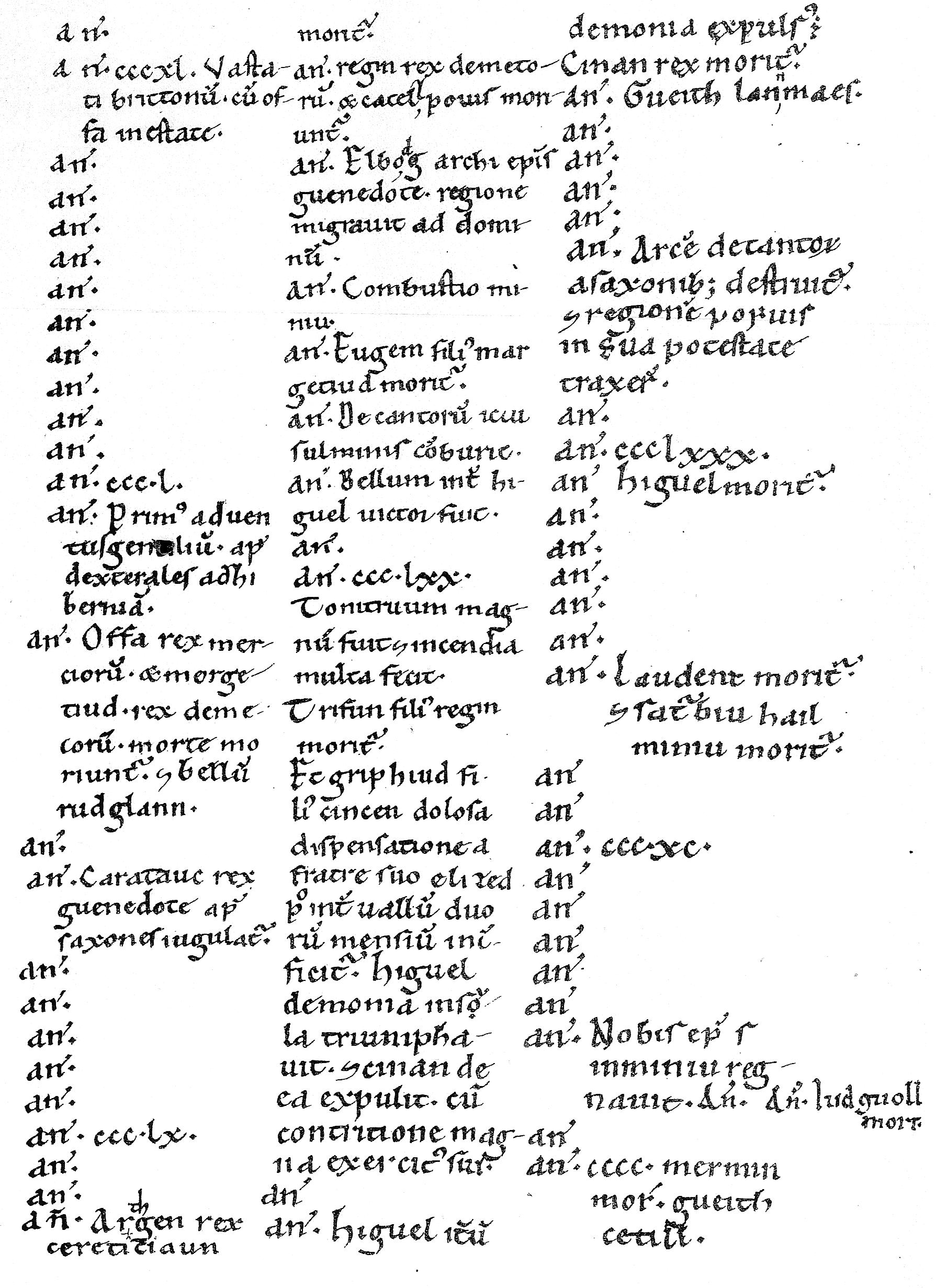
Annales Cambriae: sida från MS. A

Annales Cambriae eller Annals of Wales, är en latinsk annal eller krönika av väsentliga händelser som hänt i intervallet 447 till 954. Krönikan härrör ursprungligen från en text som sammanställts från olika källor på St David's i Kungariket Dyfed, Wales, inte senare än 1000-talet. 
Det är allmänt accepterat att den första posten, listad som "år 1", gjordes 447, även om vissa källor hävdar att vissa poster kan ha lagts till senare (detaljer, namn, osv). 
Trots arbetes titel tar krönikan inte upp bara händelser i Wales, men också vad som hänt i Irland, Cornwall och England, och ibland ännu längre bort även om fokus för händelser som registrerats, särskilt i de senare två tredjedelar av texten är från Wales. 